# Dana Kalvodová
Dana Kalvodová (10. března 1928 Brno – 31. října 2003 Praha) byla česká sinoložka, orientalistka a teatroložka asijských zemí, překladatelka z čínštiny.

## Život
Narodila se 10. března 1928 v Brně a vyrůstala ve Slavkově u Brna v rodině lékaře Oldřicha Kalvody. Jejím strýcem byl výtvarný umelec Antonín Kalvoda. Maturovala v roce 1947. Poté vystudovala obor sinologie a orientalistika na katedře Dálného východu Filozofické fakulty Univerzity Karlovy (FF UK) v Praze, kde roku 1952 získala titul PhDr. Současně s tím po dobu několika semestrů navštěvovala ateliér Karla Svolinského a ateliér scénografie Františka Tröstera.
Na své domovské katedře v letech 1953–1960 působila jako odborná asistentka. Začala se specializovat na tradiční divadlo v Číně, absolvovala též studijní pobyt v Čínské lidové republice (1957–1958) a po něm přidala zaměření na divadelní kultury regionů, zejména S'-čchuanu. Později z politických důvodů kvůli kádrovým změnám byla nucena z pracoviště odejít a poté v letech 1960–1969 byla odbornou asistentkou v oddělení dějin a teorie divadla na Katedry divadelní vědy FF UK. Zde se začala zabývat i divadelní kulturou Japonska a později také Indie. V roce 1964 získala vědeckou hodnost CSc. V roce 1966 podnikla studijní cestu do Japonska.
Jako první západní sinolog přeložila do evropského jazyka rozsáhlé čínské drama z konce 17. století a provedla také jeho strukturální analýzu ve srovnání s jinými díly téže formy. V roce 1969 tuto svoji habilitační práci pod názvem Vějíř s broskvovými květy - Kapitoly ke studiu mingského dramatu obhájila, docentkou však vzhledem k tehdejší politické situaci jmenována nebyla (dočkala se až v roce 1990). V roce 1978 podnikla další studijní cestu, tentokrát do Indie. Na svých studijních cestách se bezprostředně seznamovala s dosud živými tradičními scénickými formami a na místě k nim obvykle pořizovala obrazovou dokumentaci vlastními kresbami a fotografiemi.
Od roku 1960 až do roku 1980 vedla přednášky a semináře o divadelních kulturách Číny, Japonska a Indie. Poté pracovala Katedře Asie a Afriky až do roku 1985, kdy byla nuceně penzionována. Po sametové revoluci došlo na její jmenování docentkou a v akademickém roce 1992/1993 se ještě vrátila na částečný úvazek na FF UK. V následujících letech příležitostně externě vyučovala také na Divadelní fakultě Akademie múzických umění v Praze a na Filozofické fakultě Masarykovy univerzity v Brně.
V roce 1970 jí bylo uděleno čestné členství v American Theatre Association – Asian Theatre Program. V Japonsku jí v roce 1999 byla udělena cena Nadace herečky Jasue Jamamoto jako uznání celoživotního studia a šíření znalostí o asijském divadle. Od roku 1982 byla členkou Sdružení překladatelů, od roku pak 1990 Obce překladatelů, od roku 1991 Obce spisovatelů a Asociace evropských sinologů, od roku navíc i Teatrologické společnosti Praha.
Zemřela patrně v Praze 31. října 2003 ve věku 75 let.

## Dílo
Publikační činnost Dany Kalvodové představuje základní literaturu oboru teatrologie asijských zemí v Československu. Stala se autorkou, spoluautorkou či editorkou čtrnácti publikací věnovaných divadlu v Číně, Japonsku, Indii a v dalších východních zemích, z čínštiny přeložila pět knih. Zasloužila se o vydání prvních překladů deseti tradičních her z čínského originálu, připravila vědecké studie o dramatu z doby Mingů, o čínském regionálním divadle, sémiotické rozbory hereckého umění v Číně a Japonsku.

### Překlady
V češtině vyšly její překlady z čínštiny:
- Čchin Džao-jang: Hrdinka Cho Chua-siou (P, Nový Orient, 8/1950/51)
- Jie Šeng-tchao: Strašák (P, Nový Orient, 4/1956)
- Kchung Šang-žen: Vějíř s broskvovými květy (D, Praha, Odeon 1968, + Jindřich Černý [přebásnil verše])
- Kuan Chan-Čching: Letní sníh a jiné hry (DD, Praha, SNLKHU 1960,+ Jana Štroblová, Jindřich Černý [oba přebásnili verše])
- Kuan Chan-čching: Nechci stárnout (B, Nový Orient, 4/1963, + Jana Štroblová [přebásnila])
- Kuo Mo-žo: Nálady (VB, Nový Orient, 2/1955)
- Tin Ling: Nová víra / Jedné noci (VP, Nový Orient, 2-3/1952, 2/1955)
- Wen Ťün-i: Tři přátelé (P, Nový Orient, 4/1950/51)